# Renault Type AQ
Der Renault Type AQ war ein frühes Rennwagenmodell von Renault. Er war nur mit einem leichten, zweisitzigen Aufbau erhältlich.

## Beschreibung
Die nationale Zulassungsbehörde erteilte am 18. Juni 1907 seine Zulassung. Vorgänger war der Renault Type AK und Nachfolger der Renault Type AT. Insgesamt entstanden vier Fahrzeuge.
Ein wassergekühlter Vierzylindermotor mit 155 mm Bohrung und 160 mm Hub leistete aus 12.076 cm³ Hubraum 90 PS. Die Motorleistung wurde über eine Kardanwelle an die Hinterachse geleitet. Die Höchstgeschwindigkeit war je nach Übersetzung mit 126 bis 147 km/h angegeben.
Das Fahrzeug wog 1100 kg.

## Autorennen
Ferenc Szisz, Dimitriévitch und Caillois setzten drei Fahrzeuge beim Grand Prix von Frankreich ein, der am 7. Juli 1908 auf dem Circuit de Dieppe in Dieppe stattfand. Sergey Dimitriévitch wurde Achter und Gustave Caillois Fünfzehnter, während Szisz aufgeben musste.